# Rund um den Henninger-Turm 2007
Il Rund um den Henninger-Turm 2007, quarantaseiesima edizione della corsa, valido come evento del circuito UCI Europe Tour 2007 categoria 1.HC, si svolse il 1º maggio 2007 per un percorso di 192,7 km. Fu vinto dal tedesco Patrik Sinkewitz, che giunse al traguardo in 4h 46' 54" alla media di 40,3 km/h.
Al traguardo 115 ciclisti portarono a termine la gara.

## Ordine d'arrivo (Top 10)
| Pos. | Corridore          | Squadra       | Tempo    |
| ---- | ------------------ | ------------- | -------- |
| 1    | Patrik Sinkewitz   | T-Mobile Team | 4h46'54" |
| 2    | Kurt Asle Arvesen  | Team CSC      | a 4"     |
| 3    | Dario Cataldo      | Liquigas      | a 5"     |
| 4    | Elnathan Heizmann  | 3C-Lamonta    | a 13"    |
| 5    | Marcel Wyss        | Atlas         | s.t.     |
| 6    | Thomas Rohregger   | ELK Haus      | s.t.     |
| 7    | Maarten Tjallingii | Skil-Shimano  | s.t.     |
| 8    | Florian Stalder    | Volksbank     | s.t.     |
| 9    | Stefan Denifl      | ELK Haus      | a 18"    |
| 10   | Heinrich Haussler  | Gerolsteiner  | a 24"    |